# Sebaldus Münsterer
Sebaldus Münsterer (auch: Mönsterer, Munsterer; * um 1495 in Nürnberg; † 26. Oktober 1539 in Wittenberg) war ein deutscher Rechtswissenschaftler.

## Leben
Im Sommer 1515 bezog Münsterer die Universität Leipzig, wo er im Sommersemester 1516 den Grad eines Baccalaureus und im Wintersemester 1518 den akademischen Grad eines Magisters erwarb. Am 13. Mai 1520 bezog er die Universität Wittenberg, wo er seine Studien 1527 durch die Promotion zum Doktor des weltlichen Rechts abschloss. Das Kirchenrecht behagte ihm nicht; er las daher die Institutionen, bis 1530 Johann Apel weggegangen war, der Kurfürst ihm dessen Professur übertrug und ihn offiziell 1536 bestätigte.
Im Wintersemester 1533/34 bekleidete Münsterer das Rektorat der Wittenberger Akademie und immatrikulierte in dieser Zeit zwei Söhne. 1535 war er Prorektor an der Stelle des ehrenhalber gewählten Herzogs Albrecht von Braunschweig. Jedoch riss ihn sein früher Tod aus seiner Wirksamkeit. Die Ehefrau Münstereres hatte aus christlicher Nächstenliebe Pestkranke ins Haus geholt und gepflegt. Dadurch infizierte sie sich selbst und ihren Mann mit der Krankheit, so dass beide wenige Stunden nacheinander verstarben. In der Leichenrede von Veit Winsheim wird Münsterer als gottesfürchtige, nach innen gekehrte Persönlichkeit dargestellt, die ohne übertriebenen Ehrgeiz ihre Pflichten erfüllte. So ist er nach außen hin nicht sonderlich in der juristischen Wissenschaft hervorgetreten.
Münsterer heiratete Anna Barbara Krapp, die Tochter des einstigen Wittenberger Bürgermeisters Hans Krapp und Schwester von Philipp Melanchthons Frau Katharina. Eine gemeinsame Tochter Anna Münsterer († 1567) heiratete Ulrich Sitzinger, Dr. jur. und Kanzler von Zweibrücken. Zudem ist der Sohn Sebald Münsterer d. J. bekannt, der seinem Schwager im Amt des Kanzlers von Zweibrücken nachfolgte. Die Tochter Barbara Münsterer heiratete am 14. Februar 1536 Hyronymus Coeler aus Nürnberg. Leonhard Münsterer war mit seinem Bruder Sebald immatrikuliert worden.